# Радуха
Радуха (словен. Raduha) је насељено место у општини Луче, Савињска регија, Словенија.

## Историја
До територијалне реорганизације у Словенији била је у саставу старе општине Мозирје.

## Становништво
У попису становништва из 2011. године, Радуха је имала 243 становника.
| Број становника према пописима | Број становника према пописима | Број становника према пописима |
| ------------------------------ | ------------------------------ | ------------------------------ |
| 1991                           | 2002                           | 2011                           |
| 301                            | 265                            | 243                            |

## Галерија
- Снежна пећина, пећина на планини Арто
- планина Радуха